# Ellendi-patak
Az Ellendi-patak Hosszúheténytől délre ered, Baranya vármegyében. A patak forrásától kezdve délkeleti, majd déli irányban halad, Hásságyig, ahol beletorkollik a Vasas-Belvárdi-vízfolyáson létesített halastóba.
Az Ellendi-patak vízgazdálkodási szempontból az Alsó-Duna jobb part Vízgyűjtő-tervezési alegység működési területéhez tartozik.

## Part menti települések
- Hosszúhetény
- Hird
- Martonfa
- Pereked
- Romonya
- Ellend
- Hásságy